# Robert Henley, 2. hrabě z Northingtonu
Robert Henley, 2. hrabě z Northingtonu (Robert Henley, 2nd Earl of Northington, 2nd Baron Henley of Grange) (3. ledna 1747 – 5. července 1786) byl britský politik. Od roku 1772 jako dědic titulu hraběte z Northingtonu zasedal ve Sněmovně lordů a v letech 1783–1784 zastával funkci místokrále v Irsku.

## Životopis

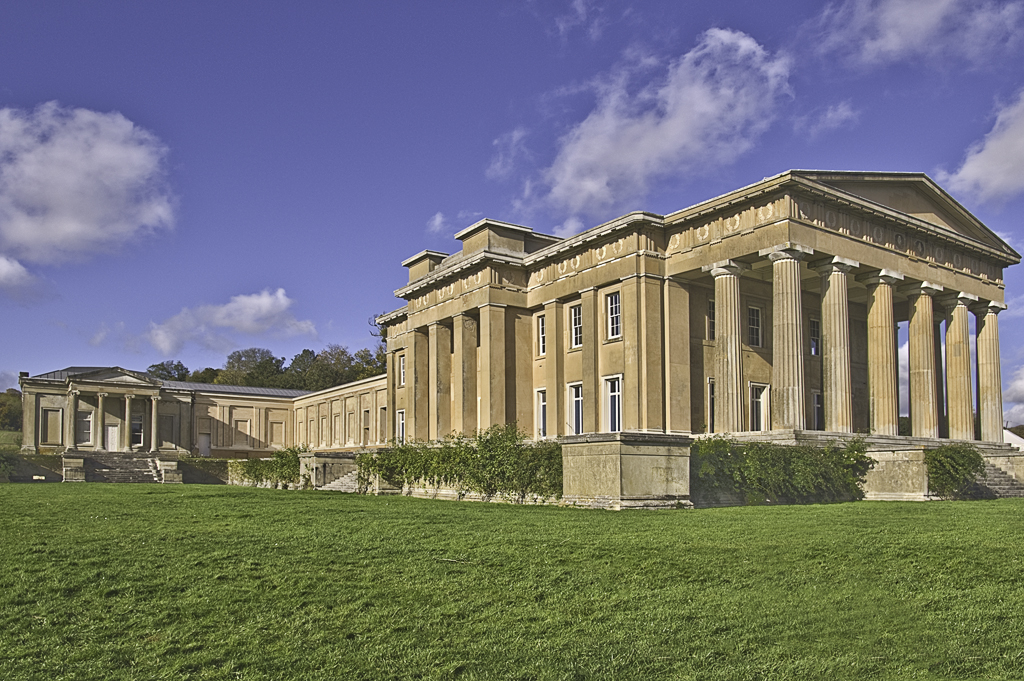
Zámek The Grange (Hampshire), hlavní sídlo rodu Henleyů

Pocházel z bohaté a vlivné parlamentní rodiny, která vlastnila statky v hrabství Hampshire. Narodil se jako jediný syn právníka Roberta Henleye (1708–1772), dlouholetého lorda kancléře, který v roce 1764 získal titul hraběte z Northingtonu. Studoval ve Westminster School a na univerzitě v Oxfordu, poté zastával nižší funkce v úřadu lorda kancléře pokladu (respektive na ministerstvu financí). V letech 1768–1772 byl poslancem Dolní sněmovny, kde zastupoval hrabství Hamsphire. V politice nebyl nijak aktivní a v parlamentních záznamech je zaznamenán jeho jediný proslov. V roce 1772 zdědil titul hraběte z Northingtonu a stal se členem Sněmovny lordů (jako otcův dědic do té doby užíval jméno lord Henley). V roce 1773 získal skotský Řád bodláku. V dubnu 1783 byl jmenován členem Tajné rady a od června téhož roku zastával funkci irského místokrále. Správě Irska se věnoval zodpovědně, mimo jiné podporoval průmysl a prosadil četné finanční úlevy, čímž získal značnou popularitu. Ze zdravotních důvodů odstoupil již po necelém roce a jeho rezignace vyvolala četné personální změny ve vládě.
Zemřel svobodný a bezdětný ve věku 39 let a jeho úmrtím zanikl titul hrabat z Northingtonu. Rodové sídlo The Grange v hrabství Hampshire zdědily jeho sestry, které je vzápětí prodaly bankéřské rodině Drummondů. Jedna z Robertových sester, Elizabeth (1762–1821), byla manželkou diplomata Mortona Edena (1752–1830), mladšího bratra významného politika 1. barona Aucklanda. Morton Eden později získal titul barona Henleye a příjmení Henley nakonec přijali potomci, později se ale vrátili k původnímu jménu Eden. Současným představitelem tohoto rodu je Oliver Michael Eden, 8. baron Henley a 6. baron z Northingtonu (*1953).